# 南方諸島及びその他の諸島に関する日本国とアメリカ合衆国との間の協定
南方諸島及びその他の諸島に関する日本国とアメリカ合衆国との間の協定（なんぽうしょとうおよびそのたのしょとうにかんするにほんこくとアメリカがっしゅうこくとのあいだのきょうてい）とは、1968年4月5日に日本国とアメリカ合衆国の間で締結された協定。この協定によって同年6月26日に小笠原諸島の日本への返還が認められたことから、小笠原返還協定（おがさわらへんかんきょうてい）とも呼称される。

## 概要
太平洋戦争終結後、小笠原諸島はアメリカ合衆国の軍政下に置かれ、島民は居住を許可された欧米系島民を除いて日本本土に追放された。サンフランシスコ講和条約第3条では、アメリカ合衆国からの提案があれば小笠原諸島が信託統治領になることに同意するとされたが、同時に日本の潜在主権を認められたことから引き続き米軍の管理下に置かれた。その後、沖縄返還とともに小笠原返還を求める旧島民やその他日本国民の要求が高まり、1967年11月14日および11月15日に佐藤栄作内閣総理大臣とリンドン・ジョンソンアメリカ合衆国大統領が会談して小笠原諸島の1年以内の返還に合意した。
この合意に基づいて、1968年4月5日に本協定が締結・調印され、5月22日には採決を棄権した日本共産党以外の全会一致で国会の承認を受けた。これによって、6月26日に協定が発効して小笠原諸島が日本に返還され、東京都小笠原村が発足した。なお、日米安保条約は小笠原諸島に対しても適用されるとされていたことから、硫黄島にあった硫黄島ロランC主局と南鳥島にあった南鳥島ロランC局の管理を目的として、アメリカ沿岸警備隊の駐留が引き続き認められた。